# 電磁應力-能量張量
物理學中，電磁應力-能量張量是指由電磁場貢獻於應力-能量張量（又稱能量-動量張量）的部份。在自由空間中，以國際單位制之單位可表示成：
{\displaystyle T^{\alpha \beta }={\frac {1}{\mu _{o}}}[-F^{\alpha \gamma }F_{\gamma }{}^{\beta }-{\frac {1}{4}}g^{\alpha \beta }F_{\gamma \delta }F^{\gamma \delta }]}.
若以明顯的矩陣形式，可寫為：
{\displaystyle T^{\alpha \beta }={\begin{bmatrix}{\frac {1}{2}}(\epsilon _{o}E^{2}+{\frac {1}{\mu _{0}}}B^{2})&S_{x}&S_{y}&S_{z}\\S_{x}&-\sigma _{xx}&-\sigma _{xy}&-\sigma _{xz}\\S_{y}&-\sigma _{yx}&-\sigma _{yy}&-\sigma _{yz}\\S_{z}&-\sigma _{zx}&-\sigma _{zy}&-\sigma _{zz}\end{bmatrix}}},
其中
坡印廷向量 {\displaystyle {\vec {S}}={\frac {1}{\mu _{o}}}{\vec {E}}\times {\vec {B}}},
電磁場張量 {\displaystyle F_{\alpha \beta }\!},
度規張量 {\displaystyle g_{\alpha \beta }\!}，以及
馬克士威應力張量 {\displaystyle \sigma _{ij}=\epsilon _{o}E_{i}E_{j}+{\frac {1}{\mu _{0}}}B_{i}B_{j}-{\frac {1}{2}}\left({\epsilon _{o}E^{2}+{\frac {1}{\mu _{0}}}B^{2}}\right)\delta _{ij}}.
注意到{\displaystyle c^{2}={\frac {1}{\epsilon _{o}\mu _{0}}}}，而c是真空中光速。
若以cgs制單位表示，我們可以很簡單地用{\displaystyle {\frac {1}{4\pi }}}取代{\displaystyle \epsilon _{o}\,}，以及用{\displaystyle 4\pi \,}取代{\displaystyle \mu _{o}\,}:
{\displaystyle T^{\alpha \beta }={\frac {1}{4\pi }}[-F^{\alpha \gamma }F_{\gamma }{}^{\beta }-{\frac {1}{4}}g^{\alpha \beta }F_{\gamma \delta }F^{\gamma \delta }]}.
若以明顯的矩陣形式，可寫為：
{\displaystyle T^{\alpha \beta }={\begin{bmatrix}{\frac {1}{8\pi }}(E^{2}+B^{2})&S_{x}/c&S_{y}/c&S_{z}/c\\S_{x}/c&-\sigma _{xx}&-\sigma _{xy}&-\sigma _{xz}\\S_{y}/c&-\sigma _{yx}&-\sigma _{yy}&-\sigma _{yz}\\S_{z}/c&-\sigma _{zx}&-\sigma _{zy}&-\sigma _{zz}\end{bmatrix}}}
其中，坡印廷向量變成如下形式：
{\displaystyle {\vec {S}}={\frac {c}{4\pi }}{\vec {E}}\times {\vec {H}}}.
介電材料中的電磁應力-能量張量則較不為人所了解，並且其為未解決的Abraham-Minkowski controversy的主題。 (however see Pfeifer et al., Rev. Mod. Phys. 79, 1197 (2007))
能量-動量張量的其中元素（或說分量）{\displaystyle T^{\alpha \beta }\!}代表了電磁場的四維動量，其第α個分量——{\displaystyle P^{\alpha }\!}通過一超平面(hyperplane)「xβ = 常數」之通量(flux)。其代表了電磁場這個物理客體所帶有的能量、動量及應力，對於重力場（時空曲率）會有怎樣的重力場源貢獻。這些課題出現在廣義相對論中。